# Chaetophractus
Chaetophractus is een geslacht van gordeldierachtige zoogdieren uit de uit de familie Chlamyphoridae. De wetenschappelijke naam van het geslacht werd in 1871 gepubliceerd door Leopold Fitzinger.

## Soorten
Er worden 2 soorten in dit geslacht geplaatst:
- Chaetophractus vellerosus (Gray, 1865) –  Klein behaard gordeldier
- Chaetophractus villosus (Desmarest, 1804) – Bruinbehaard gordeldier